# Резервный фронт

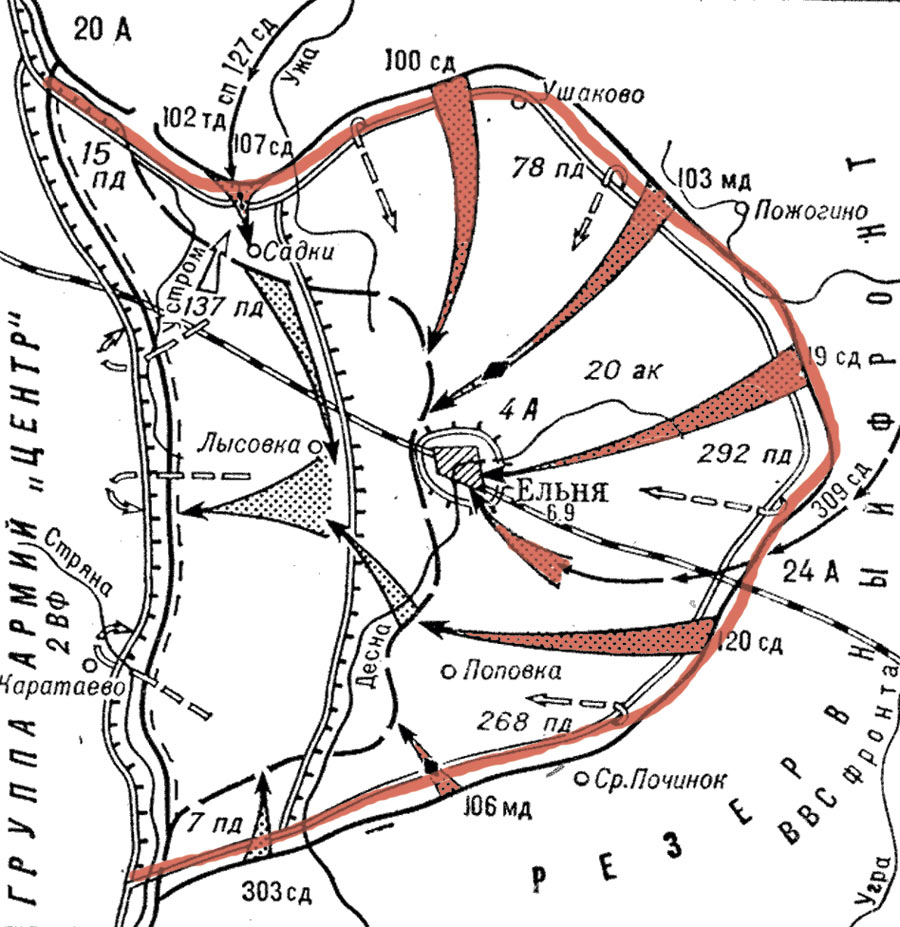
Схема Ельнинской наступательной операции. Дислокация формирований, перед Ельнинским выступом, на 29 августа 1941 года.

Резервный фронт — один из фронтов Красной Армии ВС Союза ССР, во время Великой Отечественной войны. 
Оперативное объединение образовано 30 июля 1941 года, упразднено 10 октября 1941. Во второй раз сформировано 12 марта 1943 года из объединений, соединений и частей Брянского фронта, освободившихся с Вяземского выступа. 23 марта 1943 года переименован в Курский фронт.

## Первое формирование
Резервный фронт первого формирования образован на западном направлении на основании приказа Ставки ВГК № 00583 от 30 июля 1941 года с целью объединить действия резервных армий на Ржевско-Вяземском оборонительном рубеже. При формировании в состав фронта были включены 24-я армия из так называемого Второго стратегического эшелона, а также 31-я, 32-я, 33-я и 34-я армии, до того числившихся в резерве Ставки, Ржевско-Вяземский и Спас-Демянский укрепленные районы. Этим же приказом предусматривалось развертывание в составе Резервного фронта на базе управления 33-го стрелкового корпуса (28-й армии) новой 43-й армии. 7 августа 1941 года в число объединений фронта была включена ещё одна новая 49-я армия, сформированная на базе управления 35 стрелкового корпуса. Днем ранее, 6 августа правофланговая 34-я армия была передана в состав Северо-Западного фронта.
В период 30 августа — 8 сентября 1941 года силами 24-й и 43-й армий Резервного фронта была проведена Ельнинская операция.При этом особо отличились 100-я и 127-я стрелковые дивизии, которые наряду с двумя дивизиями Западного фронта, 153-й и 161-й, первыми в Красной армии получили почётные звания «Гвардейские» 18 сентября 1941 приказом Наркома обороны СССР № 308 эти четыре дивизии получили новые войсковые номера, и были переименованы, соответственно, в 1-ю, 2-ю, 3-ю и 4-ю гвардейские стрелковые дивизии.
Другие армии фронта, 32-я и 33-я, укомплектованные дивизиями, сформированными первоначально как московские дивизии народного ополчения (ДНО), а также 31-я и 49-я армии в августе - сентябре 1941 года занимали оборонительную линию в тылу Западного фронта и в фактически боевых действиях участия не принимали.

### Донесения армий и соединений о боевом и численном составе
- Донесения о численном и боевом составе частей 24-й армии по состоянию на 20 сентября 1941 года[ЦАМО 1]
  - 309-я стрелковая дивизия — личный состав: по штату — 11650 военнослужащих, по списку — 6609 военнослужащих
  - 103-я стрелковая дивизия — личный состав: по штату — 11650 военнослужащих, по списку — 8017 военнослужащих
- Донесения о численном и боевом составе частей 31-й армии по состоянию на 20 сентября 1941 года[ЦАМО 2]
  - 110-я стрелковая дивизия — личный состав: по штату — 11720 военнослужащих, по списку — 11427 военнослужащие.

Потери фронта (с 31 июля до 10 октября 1941 года):.
- Безвозвратные — 184 041 чел.
- Санитарные — 139 720 чел.

2 октября 1941 года в результате стремительного наступления войск группы армий "Центр" на Московском направлении против войск Западного фронта (продолжение «Операции Тайфун», начатой в полосе Брянского фронта двумя днями ранее, 30 сентября) советская оборона была прорвана на всю глубину.
3 - 5 октября части 49-й армии, занимавшие полосу обороны к западу от Гжатска и переданные под командование управления 32-й армии, 43-я и 33-я армии к западу от Спас-Деменска не сумели сдержать удара немецких моторизованных корпусов и были в итоге рассеяны, большинство личного состава погибло или попало в плен. 24-я и 32-я армии практически в полном составе (и вместе с отступавшими 19-й и 20-й армиями, частями 16-й армии Западного фронта) оказались в "котле", образовавшемся к западу от Вязьмы. В общей сложности в окружение западнее Вязьмы попали: 37 дивизий, 9 танковых бригад, 31 артиллерийский полк РГК, полевые управления 4-х армий, десятки частей тылового обеспечения.
10 октября 1941 года решением Ставки Резервный фронт был расформирован. Остатки войск, сумевших избежать окружения и отступившие в направлении на Ржев, Медынь и Калугу, передавались под управление Западного фронта. Однако данное решение о консолидации всех армий на Московском направлении под единым руководством запоздало более, чем на месяц.
Последние очаги организованного сопротивления были ликвидированы к 14 октября.
К 15 октября по немецким данным количество советских военнопленных из Вяземского котла составило 332 474 человек. В это число не входят пленные, захваченные 2 полевой армией и 2 танковой группой в Брянском котле (27 дивизий, 2 танковые бригады, 19 артиллерийских полков РГК), а также взятые в плен в районе Вязьмы и Ржева до конца октября.

## Второе формирование
Резервный фронт второго формирования образован 12 марта 1943 на основании директивы Ставки ВГК № 30071 от 11 марта 1943 года из соединений Брянского фронта. В состав вошли 2-я резервная, 24-я и 66-я общевойсковые армии, а также три танковых корпуса: 4-й гвардейский, 10-й и 3-й.
23 марта 1943 г. на основании директивы Ставки ВГК № 30077 от 19 марта 1943 г. переименован в Курский фронт.
Потери фронта (совместно с потерями Курского, Орловского и Брянского фронтов):.
- Безвозвратные — 83 197 чел.
- Санитарные — 235 069 чел.

## Третье формирование
Резервный фронт третьего формирования образован 6 апреля 1943 года на основании директивы Ставки ВГК № 46100 от 6 апреля 1943 года. Полевое управление фронта разворачивалось на базе полевого управления расформированной 41-й армии. В состав фронта вошли 2-я резервная, 24-я, 46-я, 47-я, 53-я и 66-я общевойсковые армии, 5-я гвардейская танковая армия, а также шесть танковых корпусов (1-й гвардейский, 2-й гвардейский, 4-й гвардейский, 3-й, 8-й и 10-й) и два механизированных корпуса (1-й и 5-й).
15 апреля 1943 г. на основании директивы Ставки ВГК № 46101 от 13 апреля 1943 г. переименован в Степной военный округ

## Командование

### Командующие
- Генерал армии Жуков Г. К. (30 июля – 12 сентября 1941, 8  - 12 октября 1941),
- Маршал Будённый С. М. (13 сентября – 8 октября 1941),
- Генерал-полковник Рейтер М. А. (12 - 23 марта 1943),
- Генерал-лейтенант Попов М. М. (6 – 15 апреля 1943).

### Члены Военного совета
- Комиссар госбезопасности 3-го ранга Круглов С. Н. (30 июля – 10 октября 1941),
- Генерал-майор танковых войск, с 19 марта 1943 генерал-лейтенант танковых войск Сусайков И. З. (12 – 23 марта 1943)
- Генерал-лейтенант Мехлис Л. З. (6 – 15 апреля 1943).

### Начальники штаба
- Генерал-майор Ляпин П. И. (30 июля – 18 августа 1941),
- Генерал-майор Анисов А. Ф. (18 августа – 10 октября 1941),
- Генерал-лейтенант Сандалов Л. М. (12 — 23 марта 1943),
- Генерал-майор Озеров Ф. П. (6 – 10 апреля 1943),
- Генерал-лейтенант Захаров М. В.  (10 - 15 апреля 1943).